# 하야시 마나카
하야시 마나카(일본어: 林 愛花, 2004년 8월 14일 ~ )는 일본의 여자 축구 선수이다.

## 구단 경력
2023년 WE리그의 INAC 고베 레오네사에 입단하였다.

## 국가대표팀 경력
그녀는 2022년 FIFA U-20 여자 월드컵에 참가할 일본 U-20 국가대표팀에 발탁되었다. 2024년 FIFA U-20 여자 월드컵에도 출전했다. 6경기에 출전, 준우승에 기여했다.